# Aeropuerto de Sanga-Sanga
El Aeropuerto de Sanga-Sanga (en tagalo: Paliparan ng Sanga-Sanga) (IATA: TWT, ICAO: RPMN) también conocido como Aeropuerto de Tawi- Tawi, es un aeropuerto que sirve el área general de Bongao, la capital de la provincia de Tawi-Tawi en el sur de Filipinas. El aeropuerto está clasificado como principal Clase 2 (nacional menor) por la Autoridad de Aviación Civil de Filipinas, un organismo del Departamento de Transportes y Comunicaciones que se encarga de las operaciones, no solo de este aeropuerto, sino también de todos los demás aeropuertos de Filipinas, excepto los principales aeropuertos internacionales. No es un aeropuerto internacional , a pesar de su clasificación por el gobierno de la provincia de Tawi-Tawi. Se encuentra en la isla de Sanga-Sanga. El aeropuerto fue referenciado por IATA con el código SGS  hasta el final de 2011.
En la actualidad, la pista del aeropuerto se está ampliando a 1.930 metros a través de alianzas entre el DOTC, la CAAP, la Agencia de Estados Unidos para el Desarrollo Internacional (USAID), el gobierno regional de la Región Autónoma del Mindanao Musulmán y el gobierno provincial de Tawi-Tawi .